# 鹊华秋色图
《鹊华秋色图》縱28.4公分、橫90.2公分，是元代书画家赵孟頫創作於1295年的绘画作品。明清两代曾被收入藏于民间，清朝时收入皇宫，现收藏于国立故宫博物院。《鹊华秋色图》描绘的是山东省济南市北郊鹊山和华不注山一带的风景。1989年10月5日，中华邮政以横四连形式印制发行了《鹊华秋色图》纪念邮票。

## 外部連結
- 《鹊华秋色图》線上鑑賞－国立故宫博物院 （页面存档备份，存于）
- 元趙孟頫鵲華秋色　卷-國立故宮博物院器物典藏資料檢索系 （页面存档备份，存于）